# Mingus, Texas
Mingus är en ort i Palo Pinto County i Texas. Vid 2010 års folkräkning hade Mingus 235 invånare.